# Helóta

A spártai állam, Lakedaimón és Messzénia.

A helóták (görögül Εἱλῶται) az ókori Spárta jobbágysorú (tehát nem rabszolga), a poliszban politikai jogokkal nem rendelkező rétege volt. Földműveléssel foglalkoztak. Hasonló rétegek megtalálhatóak voltak Thesszáliában, Szicíliában és Krétán is.

## Eredetük
Az i. e. 8. század második felében zajló első messzéniai háború, majd az i. e. 600 körüli második messzéniai háború következtében Spárta leigázta és a spártai államhoz csatolta a Peloponnészosz déli részén Lakedaimóntól nyugatra eső Messzéniát. Az ekkor alávetett messzéniaiak adják a helóták legnagyobb tömegét. Etnikailag a dórok i. e. 9. századi bevándorlása előtt már a mükéné korban is Peloponnészoszon élő akháj etnikumhoz tartoztak – bár egyes korabeli vélemények nem hellén eredetüket hangsúlyozták, hanem valószínűleg alávetésük jogosságát megalapozták. Nem minden akháj jutott helóta sorba, a korábban meghódított perioikoszok is valószínűleg akhájok, de a Spártától öt kilométerre fekvő, annak ötödik, szintén privilegizált – ahol a homoioszok laktak – kóméját alkotó Amüklai is akháj eredetű. Sőt elképzelhető, hogy a spártai kettős királyság is dór-akháj kiegyezés eredménye volt, bár erről semmilyen megbízható adat nem áll rendelkezésre.

## Helyzetük
A helóták az állam tulajdonában voltak. Egy-egy állami földterülethez, klaroszhoz rendelték őket, a klaroszokat pedig kiosztották a szabad spártaiak, a homoioszok között, akiknek egy-egy klarosz birtoklása jelentette a legfelső spártai réteghez tartozást. A klarosz a rajta levő helótákkal együtt öröklődött tovább a homoiosz legidősebb fia számára, aki így lett a vezető réteg tagja. A helótákat nem lehetett szabadon adni-venni, mint a rabszolgákat, nem lehetett felszabadítani, de kölcsön lehetett őket adni. Helóták ezenkívül háztartási szolgaként is dolgoztak, egy részüket az ifjú spártaiak mellé rendelték ki felügyelő szolgaként, ők voltak a móthoneszek (μόθωνες). Kézművesek is kerültek ki közülük.
A helóták jelentették a spártai mezőgazdasági termelés gerincét, a homoioszok maguk semmilyen termelőmunkát nem végezhettek. A helótáknak termékeik fix részét, az ún. apophórát (ἀποφορά) le kellett adniuk gazdájuknak, a terméktöbbletet megtarthatták, ami mutatja jobbágyi és nem rabszolgastátusukat. Ez Plutarkhosz szerint férfi esetén 70 mérő (médimnosz) árpát, nő esetén 12 mérőnyit jelentett, valamint ugyanennyi bort és olajat. Ennyire volt szükség egy harcos és családja vagy özvegye ellátásához. A helótáknál maradó rész Messzénia és Lakedaimón termékeny volta miatt bőségesen elegendő volt a helóták számára, ha meggazdagodni nem is tudtak belőle, amire a spártaiak vigyáztak.

### Demográfiájuk
A helóták házasodhattak, de csak egymás között. A helóták így újratermelték magukat, eltérően a rabszolgáktól. Számuk nagyobb volt, mint a spártaiaké, de hogy mennyivel, az bizonytalan. Hérodotosz szerint a plataiai csatában a helóták száma hétszerese volt a spártaiakénak, de a modern kutatók ezt kétségbe vonják. Az i. e. 4. század elején számukat 170-220 ezer közé becsülik, a nőket is beleértve.
A spártai apától és helóta anyától származó utódok voltak a mothaxok, akik egy közbülső társadalmi réteget képviseltek. Nehéz megmondani, hogy ők állami program részét képezték, vagy egyéni félrelépést, de valószínű, hogy ők kizárólag katonai szolgálatot teljesítettek és a spártaiakkal együtt spártai nevelésben részesültek. Előttük nyitva állt a polgárjog megszerzésének elvi lehetősége is.
A magukat a háborúban kitüntetők közül egyeseket felszabadítottak és neodamódészek (νεοδαμώδεις), a „közösségbe újonnan besorozottak” lettek, ami a perioikoszok státusának elérését jelentette a számukra. Ők i. e. 421-ben jelennek meg először a forrásokban.

### Hadiszolgálatuk
A helóták általában könnyűgyalogságként szolgáltak a spártai hadseregben, a flottánál pedig evezősökként. A peloponnészoszi háborúban nehézfegyverzetű hoplitaként is harcoltak, mint a spártaiak, a homoioszok számának állandó csökkenése miatt.

## Helótafelkelések
A helóták nagy számuk miatt állandó fenyegetést jelentettek a spártaiak számára. Megfélemlítésükre időnként fiatalokból álló csapatokat küldtek ki hadgyakorlatként, hogy a gyanúsnak tűnő helótákat megtámadják, egyúttal számukat is kordában tartsák. Az ilyen katonai akciók neve krüpteia volt.
A legnevezetesebb helótafelkelés i. e. 464-ben tört ki. Ekkor Spártát hatalmas földrengés sújtotta, amiben mindössze 5 ház maradt állva. Mintegy 20 000 homoiosz és perioikosz esett áldozatul a katasztrófának, köztük a teljes ephébosz korosztály, akikre rádőlt a gümnaszion épülete. A katasztrófát a helóták lázadásra használták ki, fenyegetően gyülekezni kezdtek Spárta mellett. A helyzetet a fiatal Arkhidamosz király mentette meg, aki sorakozót fúvatott, erre a túlélő spártaiak a beléjük nevelt fegyelemmel felsorakoztak, amivel elriasztották a helótákat Spártától, de bevették magukat Messzéniában az Ithómé hegy jól védhető természetes erődítményébe. A spártaiak nem boldogultak velük, i. e. 462-ben a peloponnészoszi államokon túl még Athéntól is segítséget kértek. A felkelést végül csak i. e. 458-ra sikerült leverni. Ezt a nagy helótafelkelést harmadik messzéniai háborúnak is szokták hívni.
i. e. 223-ban Plutarkhosz szerint 6000 helóta vásárolta meg a szabadságát fejenként 500 drachmáért, ami akkor óriási összegnek számított.

## Más államok hasonló helyzetű rétegei
A thesszáliai penesztészek hasonló jobbágysorú rétegek voltak. Athénaiosz szerint a károk és a lelegek olyan viszonyban voltak egymással, mint a spártaiak és a helóták.

## Külső hivatkozások
- Livius, Helots Archiválva 2012. december 22-i dátummal a Wayback Machine-ben by Jona Lendering